# Jacob Gade
Jacob Thune Hansen Gade (29. november 1879 i Vejle – 20. februar 1963 i Thorøhuse) var en dansk komponist, violinist og dirigent.
Jacob Gade tjente sig op nedefra. Han begyndte som spillemand i sin fars orkester hjemme i Vejle; men allerede som 16-årig tog han til København. Her opnåede han efterhånden at blive kapelmester på nogle af byens største restauranter og teatre.
I 1919 rejste han til USA og spillede sig til en plads som violinist i et af New Yorks symfoniorkestre; men i 1921 vendte han tilbage til København til en stilling som kapelmester i Palads-biografen. Det var her, at han i 1925 komponerede Jalousie, Tango Tsigane til en film og dermed begyndte vejen mod verdensberømmelse. Tango Jalousie er en af de mest populære og mest spillede melodier, der nogensinde er komponeret.
I 1931 trak Gade sig tilbage og virkede fra nu af kun som komponist. Han flyttede til Thorøhuse syd for Assens i 1943 og boede der til sin død i 1963. Han fik i 1971 gaden for sin sidste residens opkaldt efter sig. 1956 var han blevet Ridder af Dannebrog.
Ved sin død stiftede Gade testamentarisk Jacob Gades Legat, der bygger på hans formue og stadig indtjener royalty på hans musik. Legatet gives til unge talentfulde musikere.